# Кримски партизански одред
Кримски народноослободилачки партизански (НОП) одред је био партизанска јединица у саставу Народноослободилачке војске и партизанских одреда Југославије током Другог светског рата у Југославији. 

## Историјат
Формиран је почетком јуна 1942. од 1. и 5. батаљона Нотрањског НОПО. Дејствовао је у Нотрањској, западном делу Долењског и у непосредној близини Љубљане, нападајући Италијане и вршећи диверзије на железничкој прузи Љубљана—Трст. Први батаљон Одреда постигао је и два већа успеха: у борбама код Пресерја, избацио је 2. јула из строја око 80 Италијана, а код Верда заједно с једним батаљоном 2. групе НОП одреда напао је 28. јуна италијански воз и ослободио преко 300 интернираца. Половином јула Одред је имао четири батаљона са преко 1000 бораца. У другој половини јула 1942. Одред је на подручју Крима и Мокреца водио веома тешке борбе са надмоћним италијанским снагама, па се повукао преко Рибничке долине на Травну гору, а једна чета у рејон Љубљанског врха. Крајем јула јединице Одреда поновно су се вратиле на Крим. У овој италијанској офанзиви бројно стање Одреда је знатно смањено. Средином септембра имао је 3 батаљона, када је расформиран: два батаљона ушла су у састав новоформираног Нотрањског НОПО, а један 6. октобра у састав бригаде Љубо Шерцер.